# Maso politus
Maso politus là một loài nhện trong họ Linyphiidae.
Loài này thuộc chi Maso. Maso politus được Richard C. Banks miêu tả năm 1896.